# Pubrock
Pubrock var en musikrörelse från början till mitten av 1970-talet, med huvudfästen i norra London och sydöstra Essex, England.
Pubrocken var till stor del en reaktion mot den vid tiden populära progressivrocken och symfonirocken som ansågs alltför välpolerad, svulstig och överproducerad. Pubrock handlade mycket om att vilja gå tillbaka till en enkelhet i rockmusiken och byggde oftast på livespelningar i pubar och klubbar, med opretentiös rhythm and blues-influerad elektrifierad rock.
Pubrocken ses ibland som en föregångare till Storbritanniens kommande punkrockvåg. Många pubrockgrupper, som exempelvis Eddie and the Hot Rods, blev också framgångsrika i den första brittiska punkvågen. Bland andra Joe Strummer (senare i The Clash) och Ian Dury har spelat i pubrockband.

## Kända pubrockband och artister
- Any Trouble[1]
- The 101er's(Joe Strummers första band)
- Ace
- Bees Make Honey
- Brinsley Schwarz
- Chilli Willi & the Red Hot Peppers
- Elvis Costello
- Dr. Feelgood
- Ducks Deluxe
- Ian Dury
- Eddie And The Hot Rods
- Dave Edmunds
- Eggs over Easy
- F.B.I.
- Ian Gomm
- Gonzalez
- Mick Green
- Wilko Johnson
- Mickey Jupp
- The Inmates
- Kilburn and the High Roads
- Kokomo
- The Kursaal Flyers
- Nick Lowe
- The Motors
- The Pirates
- Riff Raff (Billy Braggs första band)
- Tyla Gang
- Wreckless Eric